# Gabriel Lenkiewicz
Gabriel Lenkiewicz, né le 15 mars 1722 à Polotsk en Pologne-Lituanie (aujourd'hui en Biélorussie) et mort dans cette même ville (annexée par l'Empire russe) le 21 novembre 1798, est un prêtre jésuite polonais qui fut vicaire général de la Compagnie de Jésus de 1785 à 1798, à une époque où la Compagnie était supprimée dans les monarchies européennes occidentales, mais survivait en Russie.

## Biographie
Gabriel Lenkiewicz est issu d'une grande famille aristocratique polono-lituanienne. Il entre au noviciat de Vilnius de la Compagnie de Jésus le 15 aout 1745 après avoir accompli ses humanités classiques chez eux. Il fait sa philosophie en Russie blanche (1748-1751), puis étudie les mathématiques, l'astronomie et l'architecture à l'académie de Wilno (1752-1754) et continue à Varsovie par ses années de théologie (1754-1758). En 1757 il est ordonné prêtre à Varsovie. Ensuite il enseigne les mathématiques au collège jésuite de Varsovie, puis est envoyé à Rome poursuivre ses études, notamment l'architecture (1762-1765).
De retour en Pologne, il enseigne les sciences au collège de Polotsk (1765-1768), mais se fait plutôt un nom comme architecte, en bâtissant des édifices publics et des bâtiments religieux, comme le collège de Polotsk (dont Stanislas Czerniewicz devient le premier recteur). Après la suppression de la Compagnie de Jésus en 1773, il devient le bras droit du vicaire général, Czerniewicz, négociant à ses côtés l'accueil des jésuites dans l'Empire russe (et donc en Pologne) de la Grande Catherine qui ne voulait pas voir disparaître leurs maisons d'enseignement et souhaitait maintenir un haut niveau d'éducation dans ces territoires occidentaux. Lenkiewicz était également convaincu de la nécessité pour la Compagnie de maintenir la haute qualité de son enseignement si elle voulait survivre.

### Congrégation régionale
Lorsque le Vicaire Général Czerniewicz meurt, en 1785, il revient à Gabriel Lenkiewicz de convoquer une « congrégation » pour l'élection de son successeur. Pie VI avait déjà laissé entendre, par communication verbale, qu'il approuvait la survivance de la Compagnie de Jésus en Russie, malgré la suppression officielle décrétée en 1773 par son prédécesseur Clément XIV.
C'est le père Gabriel Lenkiewicz lui-même qui est élu, le 8 octobre 1785, comme Vicaire Général des Jésuites de Russie, avec l'approbation tacite du pape. Après les premières années d'errance et de désarroi, les jésuites se réorganisent donc en Russie. Leur vie religieuse est pleinement restaurée, ainsi que le Ratio Studiorum. La formation et la réadmission d'anciens jésuites sécularisés est discrètement organisée. La province de Russie blanche (aujourd'hui Biélorussie) regroupe dès lors 172 jésuites, dont 95 prêtres, 23 étudiants, 48 frères et 6 novices. Six collèges sont en activité. Le collège de Polotsk est le centre de leurs activités.

### Vicaire général
Gabriel Lenkiewicz s'efforce de faire revenir les jésuites sécularisés d'Europe occidentale et développe des activités apostoliques dans le nord, mais il rencontre des difficultés après la mort de Catherine II, en 1796, qui était son soutien principal, et doit également défendre son indépendance, par rapport à l'ingérence des évêques locaux. Cependant Paul Ier renouvelle son soutien à la Compagnie, bien qu'en opposition à sa mère en beaucoup de domaines.
De plus le duc de Parme demande en 1793 le retour des jésuites à Parme. Un grand nombre d'anciens jésuites demandent de retourner à la Compagnie. Des vocations affluent également d'Europe occidentale. Pendant trente ans, Polotsk devient, grâce au collège et au nombre de jésuites européens qui y affluent, une ville phare du catholicisme avec de nouvelles églises, un collège, une bibliothèque renommée, un muséum de sciences naturelles, etc.